# 張應甲
張應甲（?—?），字先三、又字先山，號希逸，山東膠西人。
張若麒之子。生卒年不詳。顺治四年（1647年）拔贡，有文名。應甲與其父皆喜收藏書畫，常四處蒐購。康熙初年，從王时敏家购得北宋趙令穰《湖庄清夏图》。後來王时敏家藏品大都售予张应甲。家居养亲，不求仕进，一輩子都只是貢生。